# Gary Donnelly
Gary Donnelly (* 3. Juni 1962 in Phoenix, Arizona) ist ein ehemaliger US-amerikanischer Tennisspieler, der vor allem im Doppel erfolgreich war. 1986 stand er mit Peter Fleming im Doppelfinale von Wimbledon.

## Leben
Donnelly besuchte die Arizona State University und wurde 1983 Tennisprofi. Im Einzel war er nicht sonderlich erfolgreich, trotzdem schaffte er es 1986 unter die Top 50 der Tennis-Weltrangliste. Dies war seiner Achtelfinalteilnahme bei den US Open und der Viertelfinalteilnahme in Stockholm geschuldet. Diese Erfolge stellten jedoch die absolute Ausnahme in seiner Karriere dar. Ungleich erfolgreicher war Donnelly im Herrendoppel. Zwischen 1984 und 1989 errang er acht Doppeltitel auf der ATP World Tour und stand zehn weitere Male in einem Doppelfinale. Er spielte im Laufe seiner Karriere mit verschiedenen Doppelpartnern, seine häufigsten Partner waren jedoch Peter Fleming und Mike DePalmer. 1989, gegen Ende seiner Karriere, spielte er einige Turniere mit Pete Sampras. Seine höchste Weltranglisten-Notierung im Doppel erreichte er 1986 mit Position 16.
Sein bestes Einzelergebnis bei einem Grand-Slam-Turnier war das Erreichen das Achtelfinales der US Open 1986. Überraschend schlug der als reiner Doppelspezialist bekannte Donnelly die stärker eingeschätzten Jakob Hlasek, Eliot Teltscher und Anders Järryd. Er unterlag schließlich in vier Sätzen Boris Becker.
In der Doppelkonkurrenz erreichte er 1986 an der Seite von Peter Fleming das Doppelfinale von Wimbledon. Zudem stand er jeweils einmal im Halbfinale der French Open und der US Open. Dort erreichte er 1985 auch das Viertelfinale im Mixed.

## Erfolge
| Legende                       |
| Grand Slam                    |
| Tennis Masters Cup            |
| ATP Masters Series            |
| ATP International Series Gold |
| ATP International Series (8)  |
| ATP Challenger Tour (3)       |

### Doppel

#### Turniersiege
| Nr. | Datum        | Turnier | Belag     | Finalgegner   | Ergebnis |
| --- | ------------ | ------- | --------- | ------------- | -------- |
| 1.  | 13. Mai 1985 | Spring  | Hartplatz | Lloyd Bourne  | 6:1, 6:0 |
| 2.  | 3. März 1986 | Wien    | Teppich   | Karel Nováček | 6:2, 7:6 |

### Doppel

#### Turniersiege

##### ATP Tour
| Nr. | Datum              | Turnier     | Belag     | Partner       | Finalgegner                     | Ergebnis      |
| --- | ------------------ | ----------- | --------- | ------------- | ------------------------------- | ------------- |
| 1.  | 24. September 1984 | Honolulu    | Hartplatz | Butch Walts   | Mark Dickson Mike Leach         | 7:6, 6:4      |
| 2.  | 18. November 1985  | Wien        | Hartplatz | Mike DePalmer | Sergio Casal Emilio Sánchez     | 6:4, 6:3      |
| 3.  | 7. April 1986      | Bari        | Sand      | Tomáš Šmíd    | Sergio Casal Emilio Sánchez     | 2:6, 6:4, 6:4 |
| 4.  | 20. Oktober 1986   | Tokio       | Teppich   | Mike DePalmer | Andrés Gómez Ivan Lendl         | 6:3, 7:5      |
| 5.  | 27. Oktober 1986   | Hongkong    | Hartplatz | Mike DePalmer | Pat Cash Mark Kratzmann         | 7:6, 6:7, 7:5 |
| 6.  | 13. Juli 1987      | Livingston  | Hartplatz | Greg Holmes   | Ken Flach Robert Seguso         | 7:6, 6:3      |
| 7.  | 20. Juli 1987      | Schenectady | Hartplatz | Gary Muller   | Brad Pearce Jim Pugh            | 7:6, 6:2      |
| 8.  | 27. Juli 1987      | Washington  | Hartplatz | Peter Fleming | Laurie Warder Blaine Willenborg | 6:2, 7:6      |

##### Challenger Tour
| Nr. | Datum         | Turnier      | Belag     | Partner       | Finalgegner              | Ergebnis |
| --- | ------------- | ------------ | --------- | ------------- | ------------------------ | -------- |
| 1.  | 18. Juli 1988 | Johannesburg | Hartplatz | Mike DePalmer | Warren Green Piet Norval | 7:6, 7:6 |

#### Finalteilnahmen
| Nr. | Datum              | Turnier       | Belag     | Partner          | Finalgegner                        | Ergebnis       |
| --- | ------------------ | ------------- | --------- | ---------------- | ---------------------------------- | -------------- |
| 1.  | 16. Juli 1984      | Boston        | Sand      | Ernie Fernández  | Ken Flach Robert Seguso            | 4:6, 4:6       |
| 2.  | 4. November 1985   | Stockholm     | Hartplatz | Mike DePalmer    | Guy Forget Andrés Gómez            | 3:6, 4:6       |
| 3.  | 20. April 1986     | Nizza         | Sand      | Colin Dowdeswell | Jakob Hlasek Pavel Složil          | 3:6, 6:4, 9:11 |
| 4.  | 19. Mai 1986       | Florenz       | Sand      | Mike DePalmer    | Sergio Casal Emilio Sánchez        | 4:6, 6:7       |
| 5.  | 6. Juli 1986       | Wimbledon     | Rasen     | Peter Fleming    | Joakim Nyström Mats Wilander       | 6:7, 3:6, 3:6  |
| 6.  | 22. September 1986 | San Francisco | Teppich   | Mike DePalmer    | Peter Fleming John McEnroe         | 4:6, 6:7       |
| 7.  | 30. März 1987      | Chicago       | Teppich   | Mike DePalmer    | Paul Annacone Christo van Rensburg | 3:6, 6:7       |
| 8.  | 10. Mai 1987       | Forest Hills  | Sand      | Peter Fleming    | Guy Forget Yannick Noah            | 6:4, 4:6, 1:6  |
| 9.  | 18. April 1988     | Seoul         | Hartplatz | Jim Grabb        | Andrew Castle Roberto Saad         | 7:6, 4:6, 6:7  |
| 10. | 19. Juni 1989      | Bristol       | Rasen     | Mike DePalmer    | Paul Chamberlin Tim Wilkison       | 6:7, 4:6       |